# Говора (Валча)
Говора (рум. Govora) насеље је у Румунији у округу Валча у општини Михаешти. Oпштина се налази на надморској висини од 270 m.

## Становништво
Према подацима из 2002. године у насељу је живело 362 становника, од којих су сви румунске националности.